# Sakigake
Sakigake (Japans: さきがけ, pionier) was een Japanse ruimtevlucht naar de komeet van Halley uit 1985. Dit toestel diende als prototype voor de bijna identieke sonde Suisei. Het was de eerste sonde die de omgeving van de Aarde verliet die niet door de Verenigde Staten of Sovjet-Unie werd gelanceerd.
Opdrachtgever was het Institute of Space and Astronautical Sciences (ISAS) van de Universiteit van Tokio. De Japanse ontwerpers gingen niet over een nacht ijs voor de Halley-missie. Ze wilden eerst grondig de gebruikte technologie en wijze van besturen beproeven. Daarom schoten ze als praktijktest Sakigake omhoog. De afmetingen van Sakigake waren gering en het gewicht bescheiden.

## Ontwerp

### Opbouw
Sakigake was cilindervormig, met een diameter van 1,40 m, een hoogte van 70 cm en een massa van 138,1 kg. Via een richtbare schotelantenne onderhield het vaartuig radiocontact met de Aarde. Het maximale vermogen bedroeg 100 W. Het eenvoudige ontwerp voorzag niet in uitklapbare zonnepanelen. Elektriciteit leverden 1750 aan de buitenkant aangebrachte zonnecellen en een nikkel-cadmium-accu met een capaciteit van 2 Ah. Ter stabilisatie draaide het vaartuig om zijn as met 0,2 of 5 omwentelingen per minuut. De stuurraketten benutten hydrazine; zonne- en sterrenzoekers stuurden de standregeling aan.

### Instrumenten
Sakigake was uitgerust met drie instrumenten:
- Magnetometer (IMF), met een nauwkeurigheid van 1 nT. Deze bracht het magnetisch veld van de interplanetaire ruimte en die tot op ettelijke miljoenen kilometers van Halley in kaart. Dit instrument woog 5,4 kg en verbruikte 2,8 W.
- Plasmagolfmeter (PWP), om plasmagolf spectra van zowel elektrisch als magnetisch veld tussen 70 Hz en 196 kHz te meten. Dit instrument deed metingen vanaf enige miljoenen kilometers tot de komeet. Met een massa van 5,2 kg verbruikte deze 1,7 W.
- Ionendetector (SOW) voor het meten van de zonnewind, met een massa van 2 kg en een vermogen van 1,1 W.

## Missieverloop

### Lancering en vlucht naar Halley
Sakigake werd gelanceerd op 8 januari 1985 met een Mu-3S-II draagraket vanaf Uchinoura Space Center, de uiterste zuidpunt van Japan. Na twee koerscorrecties op 10 januari en 14 februari lag de sonde op koers naar Halley. Het vluchtplan voorzag in een nadering tot 7,6 miljoen km en de reis nam ruim een jaar in beslag. Uiteindelijk vloog Sakigake Halley op 11 maart 1986 op 6,99 miljoen km afstand voorbij.

### Metingen
Wetenschappers verbaasden zich over de ontvangen gegevens. Geleerden dachten voordien, dat een komeet tot op een afstand van 1 miljoen km invloed op de zonnewind uitoefende. Halley bleek in de praktijk reeds op 7 miljoen km effect op de zonnewind te hebben. Ook Giotto deed zijn voordeel met deze metingen. De signalen van Giotto vanuit de coma hadden last van interferentie van de Aardse atmosfeer en ionosfeer. Die storende invloeden kon de vluchtleiding nu uit de waarnemingen filteren.

### Verder verloop
Na de passage deed Sakigake zes jaar later de Aarde aan en vloog de planeet op 8 januari 1992 op een afstand van 88.997 km voorbij. Gedurende de nadering onderzocht de sonde de staart van het aardmagnetisch veld. Na de tweede en derde passage, op 14 juni 1993 en 28 oktober 1994, was de brandstofvoorraad praktisch uitgeput. Pogingen om twee andere kometen te bezoeken werden daarom afgelast. 
De vluchtleiding onderhield wekelijks radiocontact tot dit op 15 november 1995 op een afstand van 106 miljoen km verloren ging. Het bakensignaal zweeg op 7 januari 1999. De vlucht van Sakigake kan als geslaagd worden beschouwd.